# Polystichum luerssenii
Polystichum luerssenii är en träjonväxtart som först beskrevs av Doerfl., och fick sitt nu gällande namn av Hahne. Polystichum luerssenii ingår i släktet Polystichum och familjen Dryopteridaceae. Inga underarter finns listade.